# Aegomorphus homonymus
Aegomorphus homonymus es una especie de escarabajo longicornio del género Aegomorphus,  subfamilia Lamiinae. Fue descrita científicamente por Blackwelder en 1946.
Se distribuye por Bolivia, Brasil y Perú. Mide 11-17 milímetros de longitud.